# 히카와 아야메
히카와 아야메(肥川 彩愛,ふじた るな, 1994년 11월 8일 - )는 일본 여성 모델이자 NMB48 팀M의 전멤버이다.

## 개요
- NMB48 팀M 멤버 KYORAKU 요시모토.홀딩스 소속.
- 2012년 1월 26일부터 팀M이 결성되어, 정식 멤버로 승격.
- 愛乙女☆DOLL의 멤버인 오오타 리오나와 친하다.